# Pat O'Hara
Patrick Thomas O'Hara (Hornchurch, 4 de agosto de 1961) es un ex–jugador británico de rugby que se desempeñaba como ala.

## Selección nacional
Fue convocado al XV del Trébol por primera vez en octubre de 1988 para jugar ante Manu Samoa y disputó su último partido en noviembre de 1994 contra las Águilas. En total jugó 15 partidos y marcó un try (este valía 4 puntos hasta 1992).

### Participaciones en Copas del Mundo
Solo disputó la Copa del Mundo de Inglaterra 1991 donde jugó un solo partido, ante los Brave Blossoms y le marcó su único try internacional.
| Mundial                       | Sede       | Resultado        | PJ | Tries |
| ----------------------------- | ---------- | ---------------- | -- | ----- |
| Copa Mundial de Rugby de 1991 | Inglaterra | Cuartos de final | 1  | 1     |

## Palmarés
- Campeón del Interprovincial Championship de 1995.
- Campeón de la All-Ireland League de 1990–91.